# Marthalen
Marthalen är en ort och kommun i distriktet Andelfingen i kantonen Zürich, Schweiz. Kommunen har 1 953 invånare (2023).
I kommunen ligger även orten Ellikon am Rhein.